# Perieodrilus plunketi
Perieodrilus plunketi är en ringmaskart som först beskrevs av Benham 1909.  Perieodrilus plunketi ingår i släktet Perieodrilus och familjen Acanthodrilidae. Inga underarter finns listade i Catalogue of Life.